# Санта-Клара-дель-Кобре
Санта-Клара-дель-Кобре (исп. Santa Clara del Cobre)  —   населённый пункт в Мексике, входит в штат Мичоакан. Население 13 069 человек.